# دلتا مار باریک
دلتا مار باریک یک ستاره است که در صورت فلکی مار باریک قرار دارد.